# یوردان یوسیفوف
یوردان یوسیفوف (بلغاری: Йордан Йосифов؛ ۱۲ اوت ۱۹۳۲ – ۲۳ دسامبر ۲۰۱۴) بازیکن فوتبال اهل بلغارستان بود.
وی همچنین در تیم ملی فوتبال بلغارستان بازی کرده‌است.